# Capitoli di The World God Only Knows

Copertina dell'edizione italiana del primo volume.

Questa è la lista dei capitoli del manga The World God Only Knows (神のみぞ知るセカイ?, Kami nomi zo shiru sekai), scritto ed illustrato da Tamiki Wakaki. La serie segue le avventure di Keima Katsuragi, uno studente che frequenta le scuole superiori il quale, per aver inconsapevolmente accettato un contratto con l'Inferno, è costretto a catturare degli spiriti malvagi dispersi nella sua città insieme ad Elsie, una demone inviata con lo scopo di assisterlo nella missione.
La serie è stata serializzata da Shogakukan sulla rivista Weekly Shōnen Sunday dal 9 aprile 2008 al 23 aprile 2014. I 268 capitoli del manga sono stati raccolti in 26 volumi in formato tankōbon, pubblicati in Giappone da Shogakukan, e il primo volume fu pubblicato l'11 luglio 2008. L'editore Star Comics ha pubblicato l'edizione italiana del manga tra l'8 marzo 2012 e il 10 giugno 2015. Dei 26 volumi che compongono l'opera, i primi dodici sono stati pubblicati a cadenza mensile e i successivi a cadenza bimestrale.
I capitoli sono riportati con il titolo dato dalla Star Comics nell'edizione italiana del manga, seguito dal proprio titolo originale giapponese e la relativa trascrizione in rōmaji. Per tutti i titoli dei capitoli in lingua inglese, viene anche riportata una traduzione in italiano non ufficiale.

## Volumi 1-10
| Nº | Titolo italiano Giapponese 「Kanji」 - Rōmaji | Data di prima pubblicazione | Data di prima pubblicazione |
| Nº | Titolo italiano Giapponese 「Kanji」 - Rōmaji | Giapponese | Italiano                    |
| 1  | The World God Only Knows 1 「神のみぞ知るセカイ 1」 - Kami nomi zo shiru sekai 1 | 11 luglio 2008 ISBN 978-4-09-121430-0 | 8 marzo 2012                |
| 1  | Capitoli - FLAG. 1: È l'amore il motore del mondo (世界はアイで動いてる?, Sekai wa ai de ugoiteru) - FLAG. 2: Lei è - irrevocabilmente - la mia sorellina (あくまでも妹です?, Akumademo imōto desu) - FLAG. 3: Baby You Are a Rich Girl (ベイビー・ユー・アー・ア・リッチ・ガール?, Beibī yū ā a ritchi gāru) - Baby Sei una Ragazza Ricca - FLAG. 4: Drive My Car (ドライヴ・マイ・カー?, Doraivu mai kā) - Guida La Mia Macchina - FLAG. 5: Lascia perdere la festa! (パーティーはそのままに?, Pātī wa sonomama ni) - FLAG. 6: Più di un dio, meno di un essere umano (神以上、人間未満?, Kami ijō, ningen miman) Extra - Illustrazioni extra - Profilo di Ayumi Takahara (con note dell'autore) - 4-koma dedicato ad Ayumi - Profilo di Mio Aoyama (con note dell'autore) - 4-koma dedicato a Mio - Primi character designs di Keima ed Elsie - Note dell'autore | |                             |
| 1  | Trama Il fanatico di gal games Keima Katsuragi accetta inconsapevolmente un contratto posto dal capoufficio dell'Inferno Dokuro. Secondo tale contratto, Keima dovrà catturare i kaketama, anime fuggite dall'Inferno insieme alla demone Elsie. Tali anime si rifugiano all'interno delle ferite dei cuori delle ragazze e Elsie suggerisce che per farle uscire allo scoperto, il miglior metodo è quello di conquistare la ragazza in questione, in modo da curare le ferite del suo cuore. Keima, seppur estremamente riluttante all'inizio, conquista così Ayumi Takahara, sua compagna di classe e membro del club di atletica, e Mio Aoyama, una ragazza che con la perdita del padre ha perso anche il grande patrimonio di famiglia, liberandole dai kaketama che le possedevano. Entrambe le ragazze perdono poi la memoria di qualsiasi evento riguardante la conquista. Elsie invece, fingendosi la sorella minore di Keima, si fa prima ammettere nella sua stessa classe e poi si stabilisce a casa sua. | |                             |
| 2  | The World God Only Knows 2 「神のみぞ知るセカイ 2」 - Kami nomi zo shiru sekai 2 | 17 ottobre 2008 ISBN 978-4-09-121497-3 | 11 aprile 2012              |
| 2  | Capitoli - FLAG. 7: Idol Bomb! (IDOL BOMB!!?, Aidoru bomu!!) - Bomba Idol! - FLAG. 8: Up to Boy (UP TO BOY?, Appu tu bōi) - Tocca al Ragazzo - FLAG. 9: Una persona comune... (ワタシ平凡??, Watashi heibon?) - FLAG. 10: Shining Star (Shining Star?, Shainingu sutā) - Stella Splendente - FLAG. 11: Ellie So Sweet (エリー SO SWEET?, Erī sō suīto) - Ellie Dolcissima - FLAG. 12: Coupling/With (Coupling/With?, Kappuringu/wizu) - In coppia/Con - FLAG. 13: Al di là e al di qua del muro (大きな壁の中と外?, Ōkina kabe no naka to soto) - FLAG. 14: Dentro di me... (あたしの中の･･････?, Atashi no naka no......) - FLAG. 15: Aprire le porte (扉を開けて?, Tobira o akete) - FLAG. 16: L'ultimo giorno (おしまいの日?, Oshimai no hi) Extra - Profilo di Kanon Nakagawa (con note dell'autore) - 4-koma dedicato a Kanon - Profilo di Shiori Shiomiya (con note dell'autore) - 4-koma dedicato a Shiori - Speciale Flag @. Il mondo che cambia (変わるセカイ?, Kawaru sekai) | |                             |
| 2  | Trama Continua la caccia ai kaketama da parte di Keima ed Elsie: i bersagli da conquistare stavolta sono Kanon Nakagawa, compagna di classe di Keima e giovane idol con problemi di autostima, e Shiori Shiomiya, la silenziosa bibliotecaria della scuola. Tra le due conquiste, un giorno di "ordinaria quotidianità" mostrato sia dal punto di vista di Keima, che da quello di Elsie. | |                             |
| 3  | The World God Only Knows 3 「神のみぞ知るセカイ 3」 - Kami nomi zo shiru sekai 3 | 16 gennaio 2009 ISBN 978-4-09-121570-3 | 9 maggio 2012               |
| 3  | Capitoli - FLAG. 17: Una sacra battaglia, qui davanti agli occhi (今そこにある聖戦?, Ima soko ni aru seisen) - FLAG. 18: Un fiore in piena fioritura (一花繚乱?, Ikka ryōran) - FLAG. 19: La mente divisa (以心分心?, Ishin bunshin) - FLAG. 20: La sonora sconfitta della più forte (優勝烈敗?, Yūshō reppai) - FLAG. 21: Un pugno risolutivo (一拳落着?, Ikken rakuchaku) - FLAG. 22: Arriva la capo zona (地区長、来たる。?, Chikuchō, kitaru.) - FLAG. 23: La capo zona viene minacciata (地区長、脅迫される。?, Chikuchō, kyōhaku sareru.) - FLAG. 24: La capo zona racconta dell'inferno (地区長、地獄を語る。?, Chikuchō, jigoku o kataru.) - FLAG. 25: La capo zona si impegna nella cattura (地区長、捕りモノをする。?, Chikuchō, torimono o suru.) - FLAG. 26: La capo zona ritrova il suo orgoglio (地区長、誇りを取り戻す。?, Chikuchō, hokori o torimodosu.) Extra - Profilo di Kusunoki Kasuga (con note dell'autore) - 4-koma dedicato a Kusunoki - Speciale dedicato alla Play Field Personal | |                             |
| 3  | Trama Keima porta a termine con successo (seppur non senza difficoltà) anche la conquista di Kusunoki Kasuga, forte e risoluta karateka con una debolezza per le cose carine. In seguito Elsie ritrova Hakua de Lot Herminium, una sua ex-compagna di classe all'accademia per demoni. Hakua, a differenza di Elsie era un'ottima studentessa all'accademia, ma sta incontrando grosse difficoltà come membro dell'unità kaketama, al punto di essersi fatta scappare l'unico spirito che è riuscita a far uscire finora. Tuttavia, grazie all'aiuto di Keima ed Elsie, Hakua riesce alla fine a ritrovare il kaketama a cui stava dando la caccia, portando così a termine la sua prima conquista. | |                             |
| 4  | The World God Only Knows 4 「神のみぞ知るセカイ 4」 - Kami nomi zo shiru sekai 4 | 17 aprile 2009 ISBN 978-4-09-122004-2 | 7 giugno 2012               |
| 4  | Capitoli - FLAG. 27: Un tè in tre (3人でお茶を。?, Sannin de ocha o.) - FLAG. 28: Un lunedì, oltretutto di pioggia (雨の日と月曜日は?, Ame no hi to getsuyōbi wa) - FLAG. 29: Quando raggiungo la meta... piove sempre! (たどりついたらいつも雨ふり?, Tadoritsuitara itsumo amefuri) - FLAG. 30: Se smetterà di piovere... (雨がやんだら?, Ame ga yandara) - FLAG. 31: Le previsioni danno pioggia al 10% (10%の雨予報?, Jū pāsento no ame yohō) - FLAG. 32: Singing in the Rain (Singing in the Rain?, Shingingu in za rein) - Cantando sotto la Pioggia - FLAG. 33: La sua prima commissione (はじめての☆おつかい?, Hajimete no otsukai) - FLAG. 34: Facile come abbattere una casetta di legno (つみき☆くずし?, Tsumiki kuzushi) - FLAG. 35: L'alba di qualcosa (なにかの☆よあけ?, Nanika no yoake) - FLAG. 36: Occhi da 24 bit (24ビットの瞳?, Nijūyon bitto no hitomi) Extra - Illustrazione bonus - Profilo di Hakua De Lot Herminium (con note dell'autore) - 4-koma dedicato a Hakua - Profilo di Chihiro Kōsaka (con note dell'autore) - 4-koma dedicato a Chihiro - Speciale dedicato alle città di Maijima e di Narusawa | |                             |
| 4  | Trama Durante un giorno di relax per Keima ed Elsie, Hakua piomba improvvisamente a casa loro con la scusa di farsi aiutare nella stesura di un rapporto. Qualche giorno dopo, i due scoprono un'altra ragazza posseduta da un kaketama: Chihiro Kosaka, una loro compagna di classe senza alcun talento apparente. Al termine della conquista, Chihiro decide di formare una band insieme alle sue compagne di classe Elsie, Ayumi e Miyako, che chiameranno le 2B-Pencils. In seguito, dopo qualche giornata passata in tranquillità, un nuovo kaketama si intrufola nell'animo di Jun Nagase, studentessa universitaria e insegnante tirocinante nella scuola di Keima ed Elsie. | |                             |
| 5  | The World God Only Knows 5 「神のみぞ知るセカイ 5」 - Kami nomi zo shiru sekai 5 | 17 luglio 2009 ISBN 978-4-09-121709-7 | 11 luglio 2012              |
| 5  | Capitoli - FLAG. 37: La professoressa Nagase della 2ªB (2年B組長瀬先生?, Ninen Bigumi Nagase-sensei) - FLAG. 38: School☆Wars (スクール☆ウォーズ?, Sukūru wōzu) - Guerre a Scuola - FLAG. 39: Epoca di passione (熱中時代?, Netchū jidai) - FLAG. 40: Scrapped Teacher (スクラップト・ティーチャー?, Sukurapputo tīchā) - Professoressa Demolita - FLAG. 41: Con il sole nel cuore (いつも心に太陽を?, Itsumo kokoro ni taiyō o) - FLAG. 42: Un piccolo grande demone (悪魔が小さいと書いて小悪魔なのダ?, Akuma ga chiisai to kaite koakuma nano da) - FLAG. 43: Moon Child (Moon Child?, Mūn chairudo) - Figlia della Luna - FLAG. 44: Una mezza luna d'amore (恋のハーフムーン?, Koi no hāfu mūn) - FLAG. 45: La luna, e le verità celate (月とテブクロ?, Tsuki to tebukuro) - FLAG. 46: Mr. Moonlight (Mr.ムーンライト?, Misutā mūnraito) - Signor Chiaro di Luna Extra - 4-koma dedicato a Jun - Profili di Jun Nagase e Tsukiyo Kujo (con note dell'autore) - 4-koma dedicato a Tsukiyo - Speciale dedicato alla scuola di Maijima | |                             |
| 5  | Trama Keima riesce a conquistare anche Jun e a liberarla dal kaketama. Gli incredibili risultati di Elsie nella caccia ai kaketama (anche se il merito è praticamente tutto di Keima) vengono notati anche dai piani alti dell'inferno, che decidono inizialmente di premiarla. Osservando una registrazione di una giornata tipo di Elsie però, a causa della sua goffaggine, non solo rinunciano a premiarla, ma decidono perfino di ridurle lo stipendio. Un altro giorno, mentre è preso da un nuovo videogioco, Keima si imbatte in Tsukiyo Kujo, membro del club di astronomia della scuola. Quando arriva anche Elsie, il kaketama radar reagisce e così per i due inizia una nuova conquista. Keima, anche se non senza difficoltà, riesce a portare a termine anche questa sfida e a liberare così Tsukiyo. | |                             |
| 6  | The World God Only Knows 6 「神のみぞ知るセカイ 6」 - Kami nomi zo shiru sekai 6 | 16 ottobre 2009 ISBN 978-4-09-121788-2 | 9 agosto 2012               |
| 6  | Capitoli - FLAG. 47: La LEI di LEI (彼女の彼女?, Kanojo no kanojo) - FLAG. 48: Le situazioni di LEI & LEI (彼女彼女の事情?, Kanojo kanojo no jijō) - FLAG. 49: LEI X LEI X LUI (彼女×彼女×彼?, Kanojo × kanojo × kare) - FLAG. 50: H2O (H2O?, Eichi tsū ō) - FLAG. 51: Touch (TOUCH?, Tatchi) - Tocco - FLAG. 52: Slow Step (スローステップ?, Surō suteppu) - Passo Lento - FLAG. 53: Questa allegra gioventù (陽あたり良好?, Hiatari ryōkō) - FLAG. 54: 4 + IDOL (「4人とアイドル」?, "Yonin to aidoru") - FLAG. 55: Help! (HELP!?, Herupu!) - Aiuto! - FLAG. 56: La riunione delle spazzine (同“掃”会?, Dō“sō”kai) Extra - Anticipazioni sul volume 7 - Profilo di Yukie Marui (con note dell'autore) - 4-koma dedicato a Yukie - Profilo di Minami Ikoma (con note dell'autore) - 4-koma dedicato a Minami - Illustrazione extra - Informazioni sull'equipaggiamento dell'Unità Kaketama | |                             |
| 6  | Trama Hakua piomba di nuovo a casa di Keima e quando se ne va, i due si imbattono nella sua "buddy", una signora di mezza età di nome Yukie Marui che lavora come venditrice porta a porta. Keima le segue per cercare di capire che metodo usi Yukie per dare la caccia ai kaketama. Keima si ritrova poi a dover conquistare Minami Ikoma, studentessa delle medie e membro del club di nuovo. Inoltre, la girl-band di Chihiro sta incontrando alcune difficoltà, che vengono poi risolte grazie all'intervento di un riluttante Keima, che però inizia a dubitare che le ragazze da lui conquistate si siano veramente scordate del tempo passato con lui. Un altro giorno, Elsie ed Hakua tornano all'inferno per fare rapporto. Qui ritrovano Nora Floriann Leoria, altro membro dell'unità kaketama ed ex-senpai delle due all'accademia per demoni. Qui Dokuro, con grande stupore di tutti, premia Elsie per i suoi nove kaketama catturati, anche se quest'ultima era assente perché stava facendo le pulizie da un'altra parte. | |                             |
| 7  | The World God Only Knows 7 「神のみぞ知るセカイ 7」 - Kami nomi zo shiru sekai 7 | 16 gennaio 2010 ISBN 978-4-09-122137-7 | 6 settembre 2012            |
| 7  | Capitoli - FLAG. 57: Ritrovarsi (再会?, Saikai) - FLAG. 58: La trasformazione (変身?, Henshin) - FLAG. 59: La crisi (危機?, Kiki) - FLAG. 60: La punizione (業果?, Gōka) - FLAG. 61: I due (二人?, Futari) - FLAG. 62: L'incontro (1ª parte) (邂逅Ⅰ?, Kaikō ichi) - FLAG. 63: L'incontro (2ª parte) (邂逅Ⅱ?, Kaikō ni) - FLAG. 64: Svolta e conclusione (転結?, Tenketsu) - FLAG. 65: Girls Next Door (ガールズ・ネクスト・ドア?, Gāruzu nekusuto doa) - Ragazze della Porta Accanto - FLAG. 66: Nights in White Satin (Nights In White Satin?, Saten no yoru) - Notti di Raso Bianco Extra - Profilo di Tenri Ayukawa e Diana (con note dell'autore) - 4-koma dedicato a Tenri e Diana - Profilo di Nora Floriann Leoria (con note dell'autore) - 4-koma dedicato a Nora e Ryo - Speciale dedicato a Casa Katsuragi con schema interno ed esterno dell'edificio | |                             |
| 7  | Trama È l'inizio delle vacanze estive ed improvvisamente si trasferisce nella casa accanto a quella di Keima la sua vecchia amica d'infanzia Tenri Ayukawa, anche se i due non sembrano ricordarsi l'uno dell'altra. Tenri è apparentemente posseduta da un kaketama (che si manifesta come una seconda personalità, molto più violenta della docile Tenri), ma stavolta Keima non deve conquistarla perché della caccia se ne sta già occupando Nora. Keima finisce però coinvolto dai bruschi metodi di quest'ultima e, durante la fuga di Tenri e Keima da Nora, Il kaketama di Tenri racconta di una fuga in massa di demoni dall'inferno avvenuta dieci anni prima alla quale i due avevano assistito. Collaborando, riescono infine a liberarsi di Nora e si scopre che ciò che Tenri ospitava non era un kaketama, ma una divinità del mondo celeste chiamata Diana, la quale molti anni addietro aveva contribuito a salvare l'inferno sigillando i demoni malvagi. Terminata la "conquista" di Tenri, i Katsuragi vanno a trovare i nonni di Keima in campagna per la festa dei morti. | |                             |
| 8  | The World God Only Knows 8 「神のみぞ知るセカイ 8」 - Kami nomi zo shiru sekai 8 | 16 aprile 2010 ISBN 978-4-09-122266-4 | 10 ottobre 2012             |
| 8  | Capitoli - FLAG. 67: Ride My See-Saw (Ride My See-Saw?, Raido mai shīsō) - Sali Sulla Mia Altalena - FLAG. 68: Every Good Girl Deserves Favour (Every Good Girl Deserves Favour?, Dōmu) - Ogni Brava Ragazza È Degna di Cortesia - FLAG. 69: Il maiale arrosto che formula presagi (胸さわぎチャーシュー?, Munasawagi chāshū) - FLAG. 70: Le polpette capricciose (勝手にミートボール?, Katte ni mītobōru) - FLAG. 71: Lo straccio degli specialisti (努力もち?, Doryoku mochi) - FLAG. 72: Un piatto di ramen chiamato gioventù (青春という名のラーメン?, Seishun to iu na no rāmen) - FLAG. 73: Il ratto dal serraglio (後宮よりの逃走?, Kōkyū yori no tōsō) - FLAG. 74: Il flauto magico (魔笛?, Mateki) - FLAG. 75: Summer Wars (サマーウォーズ?, Samā wōzu) - Guerre d'Estate - FLAG. 76: Cavallo che rischia troppo è preda di pedone (桂の高飛び歩の餌食?, Kei no takatobi fu no ejiki) Extra - Profilo di Reiko Hinaga - 4-koma dedicato a Reiko e Airi - Profilo di Sumire Uemoto - 4-koma dedicato a Sumire e suo padre - Speciale dedicato al Caffè Grampa | |                             |
| 8  | Trama In campagna Keima si ritrova coinvolto in un'altra caccia al kaketama; ad essere posseduta stavolta è Reiko Hinaga, un'anziana signora del posto. Ritornati in città, a venire conquistata è Sumire Uemoto, una ragazza che gestisce il ristorante di famiglia insieme al padre. In seguito Keima si imbatte a scuola in Nanaka Haibara, compagna di classe di Tenri e membro del club di scacchi della sua scuola. | |                             |
| 9  | The World God Only Knows 9 「神のみぞ知るセカイ 9」 - Kami nomi zo shiru sekai 9 | 18 giugno 2010 ISBN 978-4-09-122329-6 | 8 novembre 2012             |
| 9  | Capitoli - FLAG. 77: Non avvicinare il Re alle Torri (王飛近づくべからず?, Ō hi chikazukubekarazu) - FLAG. 78: Da metà partita... è meglio una tattica semplice (寄せは俗手で?, Yose wa zokute de) - FLAG. 79: Non si può non fare scacco matto con tre Cavalli (三桂あって詰まぬことなし?, Sankei atte tsumanu koto nashi) - FLAG. 80: Una visita in pigiama (パジャマでおじゃま?, Pajama de ojama) - FLAG. 81: Una ragazza e un ragazzo (少女・少年?, Shōjo shōnen) - FLAG. 82: I miei occhi X i suoi occhi (僕と彼女の目×目?, Boku to kanojo no ai tū ai) - FLAG. 83: Se solo ci si potesse scambiare... (とりかへばや?, Torikaebaya) - FLAG. 84: Pretty Faces (プリティフェイシズ?, Puriti feishizu) - Bei Visi - FLAG. 85: ♂Tinkle²♀Trick Star (♂ティンクル²♀トリックスター?, Tinkuru torikku sutā) - Scintilla Stella Giocosa - FLAG. 86: Io sono lei e l'eroina è nell'eroe (おれがあいつでヒロインがヒーローインで?, Ore ga aitsu de hiroin ga hīrō in de) Extra - Profilo di Nanaka Haibara (con note dell'autore) - 4-koma dedicato a Nanaka - 4-koma dedicato a Elsie - Speciale dedicato alla disposizione dei posti della classe 2ªB | |                             |
| 9  | Trama Keima conquista anche Nanaka ma nel durante, Elsie si lascia scappare di fronte a Tenri (e Diana, soprattutto) che Keima per cacciare i kaketama fa innamorare le ragazze di lui; per questo Diana decide di ostacolare la conquista, anche se Tenri non sembra turbata dalla rivelazione. Keima riesce comunque a portarla a termine e la sera stessa, riceve una visita improvvisa da parte di Diana. La divinità rivela a Keima di non essere da sola nel mondo umano e che insieme a lei ci sono le sue cinque sorelle, e che insieme sono conosciute come Jupiter Sisters. Per questo chiede a Keima di aiutarla nella ricerca delle altre divinità, dato che potrebbero nascondersi in alcune delle ragazze da lui conquistate e che in tal caso, queste avrebbero ancora memoria della loro conquista. Il giorno seguente Keima tenta un approccio con Ayumi e Chihiro, ma non riesce a ottenere nulla. Tuttavia, mentre sta riflettendo su questo, appare una nuova ragazza posseduta da un kaketama: Yui Goido. Durante la conquista però, la forza del kaketama fa sì che Yui e Keima si scambiano i corpi e così i due si ritrovano a vivere la vita dell'altro. Passano i giorni e Yui inizia ad abituarsi alla sua nuova vita, tant'è che (come Keima) riesce persino ad entrare nella band di Chihiro come batterista. Keima invece è nei guai perché, essendo diventato una ragazza ora è diventato un fanatico dei simulatori di appuntamenti per ragazze e non riesce a proseguire la conquista. Durante un momento di grande sconforto però, la ricerca delle divinità sembra prendere una svolta inaspettata quando Keima (nel corpo di Yui) si imbatte in una sua ex-conquista che sembra non aver perso i ricordi, Mio Aoyama. | |                             |
| 10 | The World God Only Knows 10 「神のみぞ知るセカイ 10」 - Kami nomi zo shiru sekai 10 | 15 settembre 2010 (ed. limitata) 17 settembre 2010 (ed. regolare) ISBN 978-4-09-941700-0 (ed. limitata) ISBN 978-4-09-122522-1 (ed. regolare) | 6 dicembre 2012             |
| 10 | Capitoli - FLAG. 87: Princess Doubt (プリンセス・ダウト?, Purinsesu dauto) - Il Dubbio della Principessa - FLAG. 88: Body Jack (ボディジャック?, Bodi jakku) - Scambio di Corpi - FLAG. 89: Turn A (ターンA?, Tān Ē) - "A" rovesciata - FLAG. 90: Sister Genius (SISTER GENIUS?, Shisutā jīniasu) - Sorella Geniale - FLAG. 91: Sister Glamorous (SISTER GLAMOROUS?, Shisutā guramarasu) - Sorella Attraente - FLAG. 92: Sister Scheme (SISTER SCHEME?, Shisutā sukīmu) - La Macchinazione della Sorella - FLAG. 93: Sister Giant (SISTER GIANT?, Shisutā jaianto) - Sorella Gigante - FLAG. 94: Spiegacelo tu! Fratello divino! (おしえて!! 神に~さま!!?, Oshiete!! Kaminii-sama!!) - FLAG. 95: Sister Secret (SISTER SECRET?, Shisutā shīkuretto) - Il Segreto della Sorella - FLAG. 96: Sister Naked (SISTER NAKED?, Shisutā neikiddo) - Sorella Nuda Extra - Profilo di Yui Goido (con note dell'autore) - 4-koma dedicato a Yui - 4-koma dedicato a Elsie - Speciale dedicato alle divise invernali ed estive dell'istituto scolastico Maijima | |                             |
| 10 | Trama Keima scopre che i ricordi di Mio sono stati alterati dall'Inferno in seguito alla conquista e che quindi in lei non alberga alcuna divinità. Inoltre, grazie ad una ritrovata convinzione nelle sue capacità riesce, mentre si trova ancora nel corpo di Yui, a conquistare "sé stesso" e a far uscire il kaketama. Tuttavia questo kaketama era troppo forte per Elsie e riesce a sfuggirle, anche se poco dopo si scopre che il kaketama è stato catturato da qualcun altro. Tornata nel suo corpo, e senza alcun ricordo della conquista, Yui entra a tutti gli effetti nella band di Chihiro. Qualche giorno dopo, Elsie e Keima si imbattono in un'altra ragazza, anch'essa posseduta da un kaketama: Hinoki Kasuga, la sorella maggiore di Kusunoki Kasuga, e Keima si ritrova suo malgrado coinvolto nell'ennesima conquista. La svolta arriva quando Hinoki, a causa dell'influenza del kaketama diventa gigante di fronte a Keima e non riesce a far finta di nulla come aveva fatto altre volte. Hinoki confida così a Keima le sue preoccupazioni e quest'ultimo pensa di aver trovato finalmente la soluzione del caso. | |                             |

## Volumi 11-20
| Nº | Titolo italiano Giapponese 「Kanji」 - Rōmaji | Data di prima pubblicazione | Data di prima pubblicazione |
| Nº | Titolo italiano Giapponese 「Kanji」 - Rōmaji | Giapponese | Italiano                    |
| 11 | The World God Only Knows 11 「神のみぞ知るセカイ 11」 - Kami nomi zo shiru sekai 11 | 17 dicembre 2010 ISBN 978-4-09-159079-4 (ed. limitata) ISBN 978-4-09-122679-2 (ed. regolare)                                                  | 9 gennaio 2013              |
| 11 | Capitoli - FLAG. 97: Sister Panic (SISTER PANIC?, Shisutā panikku) - Sorella nel Panico - FLAG. 98: Sister Panic 2 (SISTER PANIC2?, Shisutā panikku ni) - Sorella nel Panico 2 - FLAG. 99: Sister Sister (SISTER ?, Shisutā shisutā) - Sorella Sorella - FLAG. 100: Sister Sister 2 (SISTER 2?, Shisutā shisutā ni) - Sorella Sorella 2 - FLAG. 101: Sister Standing (SISTER STANDING?, Shisutā sutandingu) - Sorella in Piedi - FLAG. 102: Devil May Cry (Devil May Cry?, Debiru mei kurai) - Il Diavolo Può Piangere - FLAG. 103: Devil May Try (Devil May Try?, Debiru mei torai) - Il Diavolo Può Tentare - FLAG. 104: Ricorro comunque al triage (とりあえずトリアージ?, Toriaezu toriāji) - FLAG. 105: Triangle Love Letter (トライアングルラブレター?, Toraianguru rabu retā) - Lettera di un Triangolo d'Amore - FLAG. 106: Three of a Perfect Pair (Three of A Perfect Pair?, Surī obu a pāfekuto pea) - Tre di una Coppia Perfetta Extra - Profilo di Hinoki Kasuga (con note dell'autore) - 4-koma dedicato a Hinoki - 4-koma dedicato a Elsie - Speciale dedicato al Nuovo Inferno | |                             |
| 11 | Trama Mentre Keima sta andando da Kusunoki per farsi aiutare nella conquista, si scopre che c'è un demone dell'inferno che sta complottando per far resuscitare il kaketama. Costei, travestita da Kusunoki, affronta Hinoki e riesce ad accrescere la forza del kaketama: come risultato Hinoki non solo è ancora più grande di prima, ma a differenza delle altre volte ora la vedono anche i comuni cittadini e questo sta seminando il panico in città. Anche Kusunoki però la vede, e per questo decide di collaborare con Keima, che le rivela di avere un piano per salvarla. Per fermare il kaketama fuori controllo, intervengono Elsie, Hakua, Nora e un altro demone di nome Sharia, mentre Keima e Kusunoki si intrufolano nel corpo di Hinoki. Qui i due trovano la vera Hinoki, ma poiché quest'ultima è ormai completamente posseduta le due sorelle ingaggiano una violenta battaglia. Kusunoki vince e riesce a far rinsavire la sorella, separandola finalmente dal kaketama, che però Elsie e le altre non riescono a catturare poiché troppo potente. Quando tutto sembra perduto, interviene niente meno che l'insegnante di Keima, Yuri Nikaido, che in pochissimo tempo riesce a catturare il demone rinato e poi si dilegua senza che nessuno la noti, concludendo finalmente la caccia. Nei giorni seguenti, Keima si ritrova prima a dover tirare su di morale Elsie, sconfortata per il suo fallimento nella cattura del kaketama di Hinoki, e poi coinvolto in un problematico doppio appuntamento con Tenri/Diana e Hakua al luna park per cercare di scoprire di più riguardo alla faccenda delle divinità. | |                             |
| 12 | The World God Only Knows 12 「神のみぞ知るセカイ 12」 - Kami nomi zo shiru sekai 12 | 18 aprile 2011 ISBN 978-4-09-159093-0 (ed. limitata) ISBN 978-4-09-122792-8 (ed. regolare)                                                    | 7 febbraio 2013             |
| 12 | Capitoli - FLAG. 107: RUN RUN RUN (RUN ?, Ran ran ran) - CORRI CORRI CORRI - FLAG. 108: Venus in Furs (Venus in Furs?, Bīnasu in fāzu) - Venere in Pelliccia - FLAG. 109: Miss Robot (ミス ロボット?, Misu robotto) - Signorina Robot - FLAG. 110: Un androide sognerà una cotoletta di pollo? (アンドロイドはチキンカツの夢を見るか??, Andoroido wa chikin katsu no yume o miru ka?) - FLAG. 111: Un manichino (マネキン?, Manekin) - FLAG. 112: La ragazza assoluta (絶対彼女?, Zettai kanojo) - FLAG. 113: A.I. (A・I?, Ē ai) - Intelligenza Artificiale - FLAG. 114: Apollo (アポロ?, Aporo) - FLAG. 115: Un frammento di sole (太陽の破片?, Taiyō no hahen) - FLAG. 116: When the Sun Goes Down (When the Sun Goes Down?, Fen za san gōzu daun) - Quando il Sole Tramonta Extra - Profilo di Akari Kurakawa (con note dell'autore) - 4-koma dedicato ad Akari - Speciale dedicato a Elsie ed Hakua | |                             |
| 12 | Trama Durante il festival sportivo della scuola, Keima tenta un altro approccio con Chihiro ed Ayumi per scoprire se ospitano una divinità ma come l'ultimo tentativo, anche con questo non riesce a fare nessun progresso. Qualche giorno dopo, a scuola, il kaketama radar di Elsie reagisce e Keima si ritrova a dover conquistare Akari Kurakawa, studentessa del terzo anno membro del club di biologia. Dopo varie peripezie e uno scambio di opinioni tra i due, Akari sparisce misteriosamente: la si rivede in seguito a discutere con Nikaido (che chiama la studentessa "signorina Rimyuel") della caccia ai kaketama, e qui Akari dice a Nikaido di tenere gli occhi aperti perché, a suo dire, il nemico è già molto vicino. Successivamente, si scopre che in Kanon alberga la divinità Apollo e che per questo ricorda tutto del tempo che lei ha trascorso con Keima. Tuttavia anche Fiore, lo stesso demone che aveva già interferito durante la conquista di Hinoki, ne viene a conoscenza e cerca di uccidere la ragazza per ben due volte senza però riuscirci. Quando poi a scuola Fiore riappare, Kanon terrorizzata si getta tra le braccia di Keima supplicandolo di aiutarla. Keima, inizialmente confuso, chiede a Kanon cosa intendesse dire e lei, davanti a tutta la classe, gli dice di essere innamorata di lui e che c'è qualcuno che la vuole uccidere. Tuttavia, prima che Keima possa fare altre domande, Apollo si sostituisce a Kanon e, non volendo coinvolgere un essere umano in questa faccenda, scappa. Viene però trovata da Fiore nel cortile della scuola che riesce a immobilizzarla e pugnalarla prima di fuggire. Kanon, incosciente e sanguinante, viene ritrovata subito dopo da Keima ed Elsie che decidono di portarla a casa loro. Nel frattempo Nikaido ed Akari, che hanno assistito all'intera vicenda, concordano nell'affidare le divinità a Keima.                                                                   | |                             |
| 13 | The World God Only Knows 13 「神のみぞ知るセカイ 13」 - Kami nomi zo shiru sekai 13 | 17 giugno 2011 ISBN 978-4-09-159100-5 (ed. limitata) ISBN 978-4-09-123139-0 (ed. regolare)                                                    | 10 aprile 2013              |
| 13 | Capitoli - FLAG. 117: CUE (CUE?, Kyū) - SPUNTO - FLAG. 118: Scramble Formation (スクランブルフォーメーション?, Sukuranburu fōmēshon) - Formazione Strapazzata - FLAG. 119: Look Back in Anger (Look Back in Anger?, Rukku bakku in angā) - Guarda Indietro con Rabbia - FLAG. 120: PEACE (PEACE?, Pīsu) - PACE - FLAG. 121: Cast Off (キャストオフ?, Kyasuto ofu) - Abbandonato - FLAG. 122: Dichiarazione 2/5 (告白 2/5?, Kokuhaku gobun no ni) - FLAG. 122b: The World a Little Devil Only Knows (コアクマのみぞ知るセカイ?, Koakuma nomi zo shiru sekai) - Il Mondo che Solo un Piccolo Demone Conosce - FLAG. 123: Project A (Project A?, Purojekuto Ē) - Progetto A - FLAG. 124: Loverary (Loverary?, Raburarī) - Amoreria - FLAG. 125: Storia d'autunno di un uomo e cinque donne (男女6人秋物語?, Danjo rokunin aki monogatari) - FLAG. 126: 5 HOME (5 HOME?, Go hōmu) - 5 A CASA Extra - 4-koma dedicato a Keima ed Elsie | |                             |
| 13 | Trama Keima, Hakua, Elsie e Diana si riuniscono per fare il punto della situazione. Il pugnale che ha trafitto Kanon era incantato, e se lasciata in quello stato ha al massimo una settimana di vita: le uniche che possono fare qualcosa sono le divinità, ma Diana da sola non basta. Keima decide quindi che Elsie debba sostituire Kanon nella sua vita da idol, poi prende Hakua come buddy temporanea per farsi aiutare nella ricerca e passa a controllare tutte le sue precedenti conquiste. Keima si dice convinto che le divinità risiedano nelle ragazze a lui più vicine, visto che per Tenri e Kanon è stato così; inoltre lui è l'unico buddy a ricorrere all'amore (fonte di potere per le divinità stesse) per cacciare i kaketama, e si chiede se tutto questo non faccia parte del piano di qualcuno che lo ha scelto proprio con questo scopo. Sfruttando a suo vantaggio la voce sulla relazione tra lui e Kanon, Keima riesce a restringere il cerchio a cinque ragazze come possibili portatrici delle quattro divinità rimanenti: Chihiro, Shiori, Ayumi, Yui e Tsukiyo. Tuttavia non basta trovare le divinità, bisogna dar loro forza o faranno la fine di Apollo: per questo Keima inizia immediatamente a tampinarle tutte e cinque, anche se con alterne fortune. | |                             |
| 14 | The World God Only Knows 14 「神のみぞ知るセカイ 14」 - Kami nomi zo shiru sekai 14 | 14 settembre 2011 (ed. limitata) 16 settembre 2011 (ed. regolare) ISBN 978-4-09-941711-6 (ed. limitata) ISBN 978-4-09-123237-3 (ed. regolare) | 6 giugno 2013               |
| 14 | Capitoli - FLAG. 127: Twin Booking (ツインブッキング?, Tsuin bukkingu) - Doppia Prenotazione - FLAG. 128: Collaboration (コラボレーション?, Koraborēshon) - Collaborazione - FLAG. 129: Close to the Edge (Close to the Edge?, Kurōzu tu za ejji) - Vicino al Limite - FLAG. 130: Cheap Trick (Cheap Trick?, Chīpu torikku) - Trucco Banale - FLAG. 131: Contemporanei sviluppi multipli (同時多発的展開?, Dōji tahatsuteki tenkai) - FLAG. 132: Doll Roll Hall (Doll Roll Hall?, Dōru rōru hōru) - Bambola Scatenata nella Sala - FLAG. 133: Canon Doll (Canondoll?, Kyanon dōru) - Bambola Standard - FLAG. 134: Strike Witches (Strike Witches?, Sutoraiku witchizu) - Streghe d'Assalto - FLAG. 135: Mission Incomplete (Mission in complete?, Misshon in konpurīto) - Missione Incompleta - FLAG. 136: Guerra per procura (代理戦争?, Dairi sensō) Extra - 4-koma dedicato alle 2B-Pencils - Speciale 4-koma dedicato a Elsie | |                             |
| 14 | Trama Una mattina Keima e Hakua, che si è stabilita temporaneamente a casa sua, ricevono a una visita da parte di Nora. Con lei c'è anche Fiore, membro dell'unità kaketama a sua volta, anche se le due non sanno che fa anche parte della Vintage, l'organizzazione demoniaca segreta che mira alle divinità. Keima però sospetta subito di lei ed escogita uno stratagemma per scoprire se sia effettivamente un nemico. Il piano riesce e così Fiore viene catturata e interrogata, ma Keima deve andarsene per continuare la sua ricerca. In biblioteca, la bambola di Tsukiyo prende improvvisamente vita, lo attacca e afferma di essere la divinità Vulcanus. Keima si precipita da Tsukiyo per cercare di calmare la sua sfuriata di gelosia e dopo qualche difficoltà iniziale, riesce a convincere la ragazza a fidarsi ancora una volta di lui. Grazie al ritrovato amore di Tsukiyo per Keima, Vulcanus riacquista così i suoi pieni poteri e Keima torna verso casa. Mentre era via però, Fiore, che è stata ingenuamente liberata da Hakua, riesce a catturare prima sia Hakua che Nora, e poi anche Keima. La cattura di Keima però faceva parte di un suo piano, che così facendo riesce a non solo ad estorcere informazioni a Fiore, ma a far sentire tutto anche a Vulcanus, che ha portato con sé. La divinità si prepara quindi a scagliarsi contro il membro della Vintage. | |                             |
| 15 | The World God Only Knows 15 「神のみぞ知るセカイ 15」 - Kami nomi zo shiru sekai 15 | 16 dicembre 2011 ISBN 978-4-09-159107-4 (ed. limitata) ISBN 978-4-09-123429-2 (ed. regolare)                                                  | 8 agosto 2013               |
| 15 | Capitoli - FLAG. 137: La cattura (捕獲?, Hokaku) - FLAG. 137b: The World a Little Devil Only Knows (コアクマのみぞ知るセカイ?, Koakuma nomi zo shiru sekai) - Il Mondo che Solo un Piccolo Demone Conosce - FLAG. 138: Una disgrazia tira... (一難去って?, Ichinan satte) - FLAG. 139: Case By Case By Case... (ケース・バイ・ケース・バイ・ケース?, Kēsu bai kēsu bai kēsu) - Caso Per Caso Per Caso... - FLAG. 140: Perfect Heroine (パーフェクトヒロイン?, Pāfekuto hiroin) - Eroina Perfetta - FLAG. 141: Mr. Lady Ms. Gentleman (Mr.レディ Ms.ジェントルマン?, Misutā redi mizu jentoruman) - Signor Gentildonna Signorina Gentiluomo - FLAG. 142: Punch DE Date (パンチDEデート?, Panchi de dēto) - Colpo ALL'Appuntamento - FLAG. 143: Knight in Night (ナイトinナイト?, Naito in naito) - Cavaliere nella Notte - FLAG. 144: Un momento piacevole in compagnia (一過団欒?, Ikka danran) - FLAG. 145: Un incontro amoroso ravvicinato del 3º tipo (第三種恋愛接近遭遇?, Daisanshu ren'ai sekkin sōgū) - FLAG. 146: Text Adventure (テキスト・アバンチュール?, Tekisuto abanchūru) - Avventura Testuale Extra - 4-koma dedicato alle divinità - Speciale 4-koma dedicato a Keima ed Elsie | |                             |
| 15 | Trama Vulcanus sconfigge facilmente Fiore, che viene così catturata nuovamente e poco dopo, insieme a Diana riesce a spezzare l'incantesimo su Apollo, che però anziché tornare normale si trasforma in acqua: per sciogiere questo secondo incantesimo serve Mercurius e così la ricerca delle divinità deve continuare. Keima punta da subito a Yui e dopo qualche incontro riesce a risvegliare la divinità Mars. A questo punto Keima scopre, grazie a una registrazione di Haqua fatta col manto di piume, che Shiori lo aveva notato mentre pianificava i suoi incontri con Yui, ed era rimasta turbata dalla cosa: comincia così la riconquista della bibliotecaria. | |                             |
| 16 | The World God Only Knows 16 「神のみぞ知るセカイ 16」 - Kami nomi zo shiru sekai 16 | 16 marzo 2012 ISBN 978-4-09-159112-8 (ed. limitata) ISBN 978-4-09-123563-3 (ed. regolare)                                                     | 10 ottobre 2013             |
| 16 | Capitoli - FLAG. 147: La fuga (逃避行?, Tōhikō) - FLAG. 148: Un lungo ritiro (かくも長き籠城?, Kakumo nagaki rōjō) - FLAG. 149: A proposito di me (私について。?, Watashi ni tsuite.) - FLAG. 150: Welcome to Hell (Welcome to Hell?, Werukamu tu heru) - Benvenuto all'Inferno - FLAG. 151: Arrested Development (Arrested Development?, Aresuteddo diveroppumento) - Sviluppo Arrestato - FLAG. 152: Brand New Guests (Brand new Guests?, Burando nyū gesutsu) - Ospiti Nuovi di Zecca - FLAG. 153: I, Me, Mine (アイ・みー・まいン?, Ai mī main) - Io, Me, Mio - FLAG. 154: PLAY THE GAME (PLAY THE GAME?, Purei za gēmu) - GIOCA LA PARTITA - FLAG. 155: Silhouette Romance (シルエット・ロマンス?, Shiruetto romansu) - Sagoma di una Storia d'Amore - FLAG. 156: Ti ho sentita (聞いてたんだよ?, Kiitetandayo) Extra - 4-koma dedicato a Ryo - 4-koma dedicato a Fujidera - 4-koma dedicato a Mobuko - 4-koma dedicato a Roco-chan - 4-koma dedicato a Fiore - 4-koma dedicato alla PFP - 4-koma dedicato a Simone e Pierre - Speciale 4-koma dedicato a Keima, Elsie e Mari | |                             |
| 16 | Trama Dopo qualche evento, Keima riesce a risvegliare con successo anche Minerva, la divinità ospitata da Shiori. Nel frattempo, Hakua è dovuta tornare all'inferno per una riunione. Tutto sembra procedere senza problemi, ma dopo che rivela al capoufficio Dokuro che lei si è imbattuta nella Vintage, viene presa in custodia dal dipartimento di pubblica sicurezza con l'accusa di alto tradimento. Inoltre viene dato ordine a Lune, dirigente della Vintage presente a Maijima, di controllare che i suoi sottoposti (tra i quali c'è anche Fiore) non stiano avendo problemi. A salvare la situazione, dato che Keima è malato, arriva inaspettatamente Ryo, il buddy di Nora. A questo punto Keima decide di sfruttare la cosa a suo vantaggio, iniziando l'evento della visita a casa del malato con Ayumi, per scoprire se è in lei che si cela Mercurius. Quando tutto sembra andare per il meglio, arriva Chihiro a complicare la situazione. Keima riesce comunque a cavarsela evitando che le due si incontrino, ma proprio quando Chihiro sta per andare via, lei gli si dichiara da dietro la porta della sua stanza. Lui finge di non averla sentita ma Ayumi è lì con lui e questo ha un grande impatto su di lei, tanto che la rabbia che di solito mostrava verso di Keima svanisce e improvvisamente si mette ad appoggiare la sua amica. | |                             |
| 17 | The World God Only Knows 17 「神のみぞ知るセカイ 17」 - Kami nomi zo shiru sekai 17 | 18 luglio 2012 ISBN 978-4-09-123696-8 | 12 dicembre 2013            |
| 17 | Capitoli - FLAG. 157: La moltiplicazione ∞ dei flag (フラグ∞増殖?, Furagu zōshoku) - FLAG. 158: Divinità Mix (めがみみっくす?, Megami mikkusu) - FLAG. 159: Aqualung (アクアラング?, Akuarangu) - Respiratore - FLAG. 160: Drop Out (ドロップアウト?, Doroppu auto) - Abbandonare - FLAG. 161: La fuga (脱出?, Dasshutsu) - FLAG. 162: La vigilia del festival (前夜祭?, Zen'yasai) - FLAG. 163: Incrocio con attraversamenti diagonali (スクらんぶる交差点?, Sukuranburu kōsaten) - FLAG. 164: Va bene... (いいよ?, Iiyo) - FLAG. 165: La terrazza (屋上?, Okujō) - FLAG. 166: Absent Lovers (Absent Lovers?, Abusento rabāzu) - Amanti Assenti - FLAG. 167: "THUD" (ゴズ?, Gozu) Extra - 4-koma dedicato al caffè della 2ªB - 4-koma dedicato al circolo femminile di karate - 4-koma dedicato al circolo di tecnologia - 4-koma dedicato ad Airi - 4-koma dedicato a Hinoki - Speciale 4-koma dedicato a Keima, Elsie e Mari | |                             |
| 17 | Trama Non riuscendo a mettersi in contatto con Chihiro Keima decide di giocare per "recuperare le forze", ma arriva Diana a interromperlo, che suggerisce di radunare le divinità finora trovate per cercare di comunicare con Apollo e convincerla a disattivare l'incantesimo della trasformazione in acqua. Nel farlo però la stanza sembra riempirsi d'acqua e il solo Keima si ritrova catapultato in un mondo divinatorio dentro la mente di Kanon, dove incontra Apollo. La divinità gli dice che non può tornare perché è impegnata nella preghiera e che hanno solo tre giorni prima che un grande disastro avvenga. Intanto all'inferno è Dokuro stessa, che pareva essere in combutta con la Vintage, a salvare Hakua che così si prepara a fare ritorno nel mondo umano. Per Keima invece sta iniziando il festival scolastico e decide che è il momento di conquistare Ayumi e Chihiro per trovare l'unica divinità rimasta. A scuola Chihiro chiede di sua iniziativa a Keima se vuole andare con lei al falò lui non solo accetta, ma riesce anche a convincere Ayumi ad aiutarlo per tagliare i rapporti tra le due. Quella sera però, al momento decisivo, Keima scopre che Chihiro non ha alcun ricordo della sua conquista, e che il suo affetto per lui viene addirittura da prima: la divinità si trova quindi in Ayumi. Keima rifiuta brutalmente Chihiro, che scappa via in lacrime davanti ad un'infuriata Ayumi che ha assistito a tutto di nascosto. Prima che Keima riesca a inventarsi una scusa da dare ad Ayumi però, lei gli molla uno dei suoi violenti calci e gli dice che è un verme per come ha trattato la sua amica. Con il morale a pezzi per quello che ha fatto, Keima torna a casa e va a farsi un bagno, ma Diana irrompe improvvisamente, gli confessa di essere innamorata di lui e poi, dopo avergli chiesto di amare Tenri per impedire che il suo amore per lui cresca ancora, restituisce il controllo del corpo alla ragazza. | |                             |
| 18 | The World God Only Knows 18 「神のみぞ知るセカイ 18」 - Kami nomi zo shiru sekai 18 | 18 luglio 2012 ISBN 978-4-09-123710-1 | 6 febbraio 2014             |
| 18 | Capitoli - FLAG. 168: Bath Stop (バス・ストップ?, Basu sutoppu) - Fermata in Bagno - FLAG. 169: L'abisso (淵?, Fuchi) - FLAG. 170: La cavità (穴?, Ana) - FLAG. 171: For a Few Lovers More (For a Few Lovers More?, Fō a fyū rabāzu moa) - Per Qualche Amante in Più - FLAG. 172: The Good, the Bad and the Ugly (The Good, The Bad, and The Ugly?, Za guddo za baddo ando zi agurī) - Il Buono, il Brutto, il Cattivo - FLAG. 173: Punish Vanish (Punish Vanish?, Panisshu banisshu) - Punire Svanire - FLAG. 174: Labyrinth (ラビリンス?, Rabirinsu) - Labirinto - FLAG. 175: RIOT (RIOT?, Raiotto) - TUMULTO - FLAG. 176: Wicked Genius (Wicked Genius?, Wikiddo jīniasu) - Genio Malvagio - FLAG. 177: Fiore... del male (悪の華?, Aku no hana) - FLAG. 178: Un luogo particolare (特異点?, Tokuiten) Extra - 4-koma dedicati alle divinità - Speciale 4-koma dedicato a Elsie, Hakua, Mari e Keima | |                             |
| 18 | Trama Tenri, anche se confusa per quanto successo riesce infine a tirar su di morale Keima, che si decide a portare a termine la sua missione. Il giorno seguente, in seguito ad un incontro con Elsie a scuola, Keima apprende che c'è qualcosa di particolare proprio a Maijima riguardante l'inferno e dirigendosi al faraglione solitario davanti alla costa scopre che lì dentro la Vintage sta allevando di nascosto un gran numero di kaketama potenti come quello di Hinoki. Nel frattempo Akari e Nikaido, che hanno continuano a vegliare su Keima fino ad ora, si dicono tranquille che non i due non siano stati scoperti dalla Vintage durante la loro breve visita al faraglione. Keima inizia a dedicarsi anima e corpo alla conquista di Ayumi ma incontra più difficoltà del previsto, e come se non bastasse la Vintage, ha scoperto il coinvolgimento di Keima nella faccenda delle divinità. Su ordine di Lune vengono catturate tutte le ragazze conquistate da Keima in passato: le uniche a salvarsi sono Ayumi e Chihiro, grazie a un tempestivo intervento di Hakua. Sul posto giunge anche Nora, che si dice disposta a collaborare con Keima e così lui le affida Ayumi, la quale nel frattempo è corsa via; Chihiro, Haqua e Keima invece, tornano a casa di quest'ultimo. Qui fanno il punto della situazione insieme a Diana, che inaspettatamente si è salvata, e Keima decide infine di puntare tutto sulla conquista di Ayumi, che va portata a termine entro l'alba o sarà troppo tardi per fermare la Vintage. | |                             |
| 19 | The World God Only Knows 19 「神のみぞ知るセカイ 19」 - Kami nomi zo shiru sekai 19 | 16 ottobre 2012 (ed. limitata) 18 ottobre 2012 (ed. regolare) ISBN 978-4-09-941803-8 (ed. limitata) ISBN 978-4-09-123885-6 (ed. regolare)     | 10 aprile 2014              |
| 19 | Capitoli - FLAG. 179: ONE NIGHT GIGOLO (ONE NIGHT GIGOLO?, Wan naito jigoro) - GIGOLÒ PER UNA NOTTE - FLAG. 180: Una ragazza che scherza col fuoco d'estate (飛んで火に入る夏の令嬢?, Tonde hi ni hairu natsu no reijō) - FLAG. 181: Un brindisi (かんぱい?, Kanpai) - FLAG. 182: TRUE LOVE (TRUE LOVE?, Turū rabu) - VERO AMORE - FLAG. W: ONCE UPON A TIME IN MAIJIMA (ONCE UPON A TIME IN MAIJIMA?, Wansu apon a taimu in Maijima) - C'ERA UNA VOLTA MAIJIMA - FLAG. 183: Abbracciami TONIGHT (抱きしめてTONIGHT?, Dakishimete tunaito) - Abbracciami STANOTTE - FLAG. 184: SHOW ME (SHOW ME?, Shō mī) - DIMOSTRAMELO - FLAG. 185: Shadow City (シャドーシティ?, Shadō shiti) - Città Ombra - FLAG. 186: ff - Fortissimo (ff?, Forutesshimo) - FLAG. 187: Wedding Bell (ウエディング・ベル?, Uedingu beru) - Campana Nuziale - FLAG. 188: It's All Right (It's All Right?, Ittsu ōru raito) - Va Tutto Bene - FLAG. 189: Il ricordo del mio primo amore (初めて恋をした記憶?, Hajimete koi o shita kioku) Extra - Speciale 4-koma dedicato a Nora, Ryo e Fiore | |                             |
| 19 | Trama Keima si precipita a casa di Ayumi e qui mette in atto i suoi soliti schemi di conquista mentre Chihiro e Hakua osservano di nascosto, ma ogni volta che arriva al momento decisivo viene puntualmente interrotto dall'arrivo della Vintage, che lo costringe a cambiare location più e più volte. Quando poi i due si nascondono a casa di Miyako insieme a Chihiro, quest'ultima, che nel frattempo ha scoperto tutta la faccenda dell'inferno, rivela ad Ayumi che Keima non è serio con lei e che sta solo giocando a conquistarla prima dell'alba. Ayumi, confusa e furiosa scappa, ma Keima decide che non è ancora il momento di rivelarle tutto. Dopo molte altre peripezie, che culminano in un matrimonio tra i due celebrato a bordo della Akanemaru, la nave ancorata al porto litoraneo, Keima riesce finalmente a far manifestare Mercurius. Diana interviene, le due liberano le loro sorelle e tutte e le sei divinità riescono a sconfiggere la Vintage, mentre Keima e Chihiro tornano in città. La sera seguente, l'ultimo giorno del festival scolastico, le 2B-Pencils tengono il loro primo concerto. Keima, che inizialmente è presente ad un certo punto si allontana e, da solo su una panchina, piange pentendosi di come ha trattato Chihiro, mentre la ragazza scoppia a sua volta in lacrime sul palco nel cantare l'ultima strofa della canzone che aveva lei stessa composto: il ricordo del mio primo amore. | |                             |
| 20 | The World God Only Knows 20 「神のみぞ知るセカイ 20」 - Kami nomi zo shiru sekai 20 | 18 dicembre 2012 ISBN 978-4-09-941806-9 (ed. limitata) ISBN 978-4-09-124037-8 (ed. regolare)                                                  | 12 giugno 2014              |
| 20 | Capitoli - FLAG. 190: Un tuono lontano (遠雷?, Enrai) - FLAG. 191: A GIRL (A GIRL?, A gāru) - UNA RAGAZZA - FLAG. 192: Hi-Quotidianità (Hi-日常?, Hi nichijō) - Ciao-Quotidianità - FLAG. 193: KEY (KEY?, Kī) - CHIAVE - FLAG. 194: Worry Bomb (Worry Bomb?, Wōrī bomu) - Bomba di Preoccupazione - FLAG. 195: Beyond the FLAG (Beyond the FLAG?, Biyondo za furagu) - Oltre il FLAG - FLAG. 196: Child in Time (Child in Time?, Chairudo in taimu) - Bambino nel Tempo - FLAG. 197: Il timone (操舵輪?, Sōdarin) - FLAG. 198: Fallen Devil (Fallen Devil?, Fōrin debiru) - Demone Caduto - FLAG. 199: STOP IT (STOP IT?, Sutoppu itto) - FERMATI - FLAG. 200: New Order (New Order?, Nyū ōdā) - Nuovo Ordine Extra - 4-koma dedicato a Elsie e Mari - Speciale 4-koma dedicato a Elsie, Mari e Keima | |                             |

## Volumi 21-26
| Nº | Titolo italiano Giapponese 「Kanji」 - Rōmaji | Data di prima pubblicazione | Data di prima pubblicazione |
| Nº | Titolo italiano Giapponese 「Kanji」 - Rōmaji | Giapponese | Italiano                    |
| 21 | The World God Only Knows 21 「神のみぞ知るセカイ 21」 - Kami nomi zo shiru sekai 21 | 16 aprile 2013 (ed. limitata) 18 aprile 2013 (ed. regolare) ISBN 978-4-09-941815-1 (ed. limitata) ISBN 978-4-09-124198-6 (ed. regolare) | 7 agosto 2014               |
| 21 | Capitoli - FLAG. 201: A New Career in a New Flag (A New Career in a New Flag?, A nyū kyaria in a nyū furagu) - Una Nuova Carriera in un Nuovo Flag - FLAG. 202: Summer Sister (サマーシスター?, Samā shisutā) - Sorella d'Estate - FLAG. 203: There is a will... (There is a will...?, Zea izu a wiru…) - C'è una volontà... - FLAG. 204: Un uccellino in gabbia (籠の中の小鳥?, Kago no naka no kotori) - FLAG. 205: Trick and Treat (Trick and Treat?, Torikku ando torīto) - Dolcetto e Scherzetto - FLAG. 206: Una ricetta da adulti (大人の処方箋?, Otona no shohōsen) - FLAG. 207: Scusate per il disturbo... (毎度おさわがせします?, Maido osawagaseshimasu) - FLAG. 208: Il gioco da non proibire (禁じられたくない遊び?, Kinjiraretakunai asobi) - FLAG. 209: Casa Shiratori (白鳥家?, Shiratori-ke) - FLAG. 210: The Present Time “Kanon” (1ª parte) (The Present Time “Kanon”前編?, Za purezento taimu “Kanon” zenpen) - Il Presente “Kanon” (1ª parte) - FLAG. 211: The Present Time “Kanon” (2ª parte) (The Present Time “Kanon”後編?, Za purezento taimu “Kanon” kōhen) - Il Presente “Kanon” (2ª parte) Extra - 4-koma dedicato a Elsie e Dokuro - Speciale 4-koma dedicato alle 2B-Pencils | |                             |
| 22 | The World God Only Knows 22 「神のみぞ知るセカイ 22」 - Kami nomi zo shiru sekai 22 | 18 giugno 2013 ISBN 978-4-09-941814-4 (ed. limitata) ISBN 978-4-09-124321-8 (ed. regolare)                                              | 9 ottobre 2014              |
| 22 | Capitoli - FLAG. 212: Flashpoint (Flashpoint?, Furasshupointo) - Punto Critico - FLAG. 213: Alarm à la mode (Alarm a la mode?, Arāmu a ra mōdo) - Allarme alla moda - FLAG. 214: Fino ad oggi, e poi da ieri... (今日までそして昨日から?, Kyō made soshite kinō kara) - FLAG. 215: Turbolenza nel principio di causalità (因果律タービュランス?, Ingaritsu tābyuransu) - FLAG. 216: E.T. (E.T.?, Ī Tī) - FLAG. 217: Guaio nello spazio (宇宙は大ヘンだ?, Uchū wa taihen da) - FLAG. 218: Il fantasma (亡霊?, Bōrei) - FLAG. 219: Ooh La La (Ooh La ?, Ū ra ra) - FLAG. 220: The Present Time “YUI” (The Present Time “YUI”?, Za purezento taimu “Yui”) - Il Presente “YUI” - FLAG. 221: The Pleasure Land (The Pleasure Land?, Za purejā rando) - Il Parco Divertimenti - FLAG. 222: Owner of A LONELY HEART (Owner of A LONELY HEART?, Ōnā obu a ronrī hāto) - Possessore di UN CUORE SOLITARIO Extra - 4-koma dedicato a Yanagi - Speciale 4-koma dedicato a Elsie, Mari e Keima | |                             |
| 23 | The World God Only Knows 23 「神のみぞ知るセカイ 23」 - Kami nomi zo shiru sekai 23 | 18 settembre 2013 ISBN 978-4-09-124381-2                                                                                                | 11 dicembre 2014            |
| 23 | Capitoli - FLAG. 223: Boy Meets Chief (ボーイ・ミーツ・チーフ?, Bōi mītsu chīfu) - Il Ragazzo Incontra il Capoufficio - FLAG. 224: Twice in a Lifetime (Twice in a Lifetime?, Towaisu in a raifutaimu) - Due Volte nella Vita - FLAG. 225: Complicità (結託?, Kettaku) - FLAG. 226: No Man's Land (ノーマンズランド?, Nō manzu rando) - Terra di Nessuno - FLAG. 227: La leggenda del salvatore senza desideri (無目的救世主伝説?, Mu mokuteki kyūseishu densetsu) - FLAG. 228: On Air Queen Battle (オンエアクイーンバトル?, On ea kuīn batoru) - Battaglia della Regina In Onda - FLAG. 229: Più bella di una rosa (君は薔薇より美しい?, Kimi wa bara yori utsukushii) - FLAG. 230: Close to you (Close to you?, Kurōzu tu yū) - Vicino a te - FLAG. 231: Evil Angel (Evil Angel?, Īviru enjeru) - Angelo Malvagio - FLAG. 232: The Present Time “Shiori & Tsukiyo” (The Present Time “Shiori & Tsukiyo”?, Za purezento taimu “Shiori & Tsukiyo”) - Il Presente “Shiori & Tsukiyo” - FLAG. 233: Sipario! (開幕?, Kaimaku) Extra - 4-koma dedicato ad Ohfureiko Arita - 4-koma dedicato alle C-Dash - 4-koma dedicato a Hana Satoyama - Speciale 4-koma dedicato a Elsie, Hakua, Nora, Keima e Ryō        | |                             |
| 24 | The World God Only Knows 24 「神のみぞ知るセカイ 24」 - Kami nomi zo shiru sekai 24 | 18 dicembre 2013 ISBN 978-4-09-159172-2 (ed. limitata) ISBN 978-4-09-124511-3 (ed. regolare)                                            | 12 febbraio 2015            |
| 24 | Capitoli - FLAG. 234: Scontro al vertice (頂上発止?, Chōjō hasshi) - FLAG. 235: Girls Talk (ガールズトーク?, Gāruzu tōku) - Discorsi da Donne - FLAG. 236: Love is a Smoke (Love is a Smoke?, Rabu izu a sumōku) - L'Amore è Vaporosa Nebbiolina - FLAG. 237: Il nuvoloso cielo di Romeo (ロミオのくもり空?, Romio no kumori sora) - FLAG. 238: Smiles and Villans (Smiles and Villans?, Sumairuzu ando vuiranzu) - Sorrisi e Canaglie - FLAG. 239: NOT TO BE (NOT TO BE?, Notto tū bī) - NON ESSERE - FLAG. 240: The Present Time “Tsukiyo & Shiori” (The Present Time “Tsukiyo & Shiori ”?, Za purezento taimu “Tsukiyo & Shiori”) - Il Presente “Tsukiyo & Shiori” - FLAG. 241: Love's Labour's Lost (Love's Labour's Lost?, Rabuzu reibāzu rosuto) - Pene d'Amor Perdute - FLAG. 242: Tempest (テンペスト?, Tenpesuto) - Tempesta - FLAG. 243: Love's Not Time's Fool (Love's Not Time's Fool?, Rabuzu notto taimuzu fūru) - L'Amore Non è Soggetto al Tempo - FLAG. 244: Much Ado about “Something” (Much Ado about “Something”?, Matchi ado abauto “samushingu”) - Molto Rumore per “Qualcosa” | |                             |
| 25 | The World God Only Knows 25 「神のみぞ知るセカイ 25」 - Kami nomi zo shiru sekai 25 | 18 marzo 2014 ISBN 978-4-09-159189-0 (ed. limitata) ISBN 978-4-09-124579-3 (ed. regolare)                                               | 9 aprile 2015               |
| 25 | Capitoli - FLAG. 245: As You Like (As You Like?, Azu yū raiku) - Come Vi Piace - FLAG. 246: Un intreccio di fili buoni, un intreccio di fili cattivi (良い縒り糸、悪い縒り糸?, Yoi yoriito, warui yoriito) - FLAG. 247: La bisbetica domata (じゃじゃ馬ならし?, Jaja uma narashi) - FLAG. 248: The Better for My Enemy (The Better for My Enemy?, Za betā fō mai enemī) - Tanto Meglio per Il Mio Nemico - FLAG. 249: A SETTLEMENT (A SETTLEMENT?, A setorumento) - UNA SOLUZIONE - FLAG. 250: A SETTLEMENT 2 (A SETTLEMENT 2?, A setorumento ni) - UNA SOLUZIONE 2 - FLAG. 251: A SETTLEMENT 3 (A SETTLEMENT 3?, A setorumento san) - UNA SOLUZIONE 3 - FLAG. 252: The Present Time “Ayumi” (The Present Time “Ayumi”?, Za purezento taimu “Ayumi”) - Il Presente “Ayumi” - FLAG. 253: All Together Flag (All Together Flag?, Ōru tugyazā furagu) - Flag Tutti Insieme - FLAG. 254: To The Destiny (To The Destiny?, Tū za disutinī) - Verso Il Destino - FLAG. 255: A SETTLEMENT 4 (A SETTLEMENT 4?, A setorumento yon) - UNA SOLUZIONE 4 - FLAG. 256: Da lontano (彼方から?, Kanata kara) | |                             |
| 26 | The World God Only Knows 26 「神のみぞ知るセカイ 26」 - Kami nomi zo shiru sekai 26 | 18 giugno 2014 ISBN 978-4-09-159193-7 (ed. limitata) ISBN 978-4-09-124666-0 (ed. regolare)                                              | 10 giugno 2015              |
| 26 | Capitoli - FLAG. 257: Undercover of the Night (Undercover of the Night?, Andākabā obu za naito) - Nascosti dalla Notte - FLAG. 258: Let's Spend the Night Together (Let's Spend the Night Together?, Rettsu supendo za naito tugyazā) - Passiamo la Notte Insieme - FLAG. 259: Shattered (Shattered?, Shattādo) - Distrutta - FLAG. 260: Paint It Blank (Paint It Blank?, Peinto itto buranku) - Dipingilo Di Bianco - FLAG. 261: No Expectations (No Expectations?, Nō ekusupekutēshonzu) - Nessuna Aspettativa - FLAG. 262: Heart of Stone (Heart of Stone?, Hāto obu sutōn) - Cuore di Pietra - FLAG. 263: You Can't Always Get What You Want (You Can't Always Get What You Want?, Yū kyanto ōrūeizu getto watto yū wonto) - Non Puoi Ottenere Sempre Ciò Che Desideri - FLAG. 264: Shine a Light (Shine a Light?, Shain a raito) - Accendi una Luce - FLAG. 265: WORLD FORTUNE (WORLD FORTUNE?, Wārudo fōchūn) - IL FATO DEL MONDO - FLAG. 266: Romantic☆2Night (ろまんちっく☆2Night?, Romanchikku tu naito) - Notte Romantica per 2 - FLAG. 267: Un segno d'amore (コイノシルシ?, Koi no shirushi) - FLAG. 268: La porta per il futuro (未来への扉?, Mirai e no tobira)                              | |                             |